# 北野町 (八王子市)
北野町（きたのまち）は、東京都八王子市の地名。丁番を持たない単独町名であり、住居表示未実施区域。郵便番号は192-0906（八王子南郵便局管区）。

## 地理
八王子市東部に位置する。浅川と湯殿川に挟まれ京王線、中央線、横浜線、八高線に囲まれた街である。住宅と工場などが混在している。卸売市場や物流センターが多くあり物流拠点になっている。また東部には北野工業団地がある。
東で大和田町・長沼町・日野市西平山、西で子安町、南で打越町、北で明神町と隣接する。

### 河川
- 浅川
- 山田川

### 地価
住宅地の地価は、2014年（平成26年）1月1日の公示地価によれば、北野町535番26の地点で17万8000円/m2となっている。

## 歴史

### 地名の由来
天満社（北野天満宮）が鎮守であったことに由来している。

### 沿革
- 1874年（明治7年） 大区小区制により、第九大区二小区となる。
- 1878年（明治11年） 郡区町村制施行。神奈川県南多摩郡北野村となる
- 1889年（明治22年）4月1日 町村制施行により、神奈川県南多摩郡小比企村、片倉村、宇津貫村、北野村、打越村、西長沼村が合併し由井村が成立する。北野村は由井村大字北野となる。
- 1893年（明治26年）4月1日 - 南多摩郡が北多摩郡、西多摩郡とともに東京府へ編入する。
- 1955年（昭和30年）4月1日 - 由井村が横山村、元八王子村、恩方村、川口村、加住村とともに八王子市へ編入される。由井村大字北野は八王子市大字北野となる。
- 1956年（昭和31年）10月1日 - 八王子市大字北野が町名変更により八王子市北野町となる。
- 1966年（昭和41年）土地区画整理事業開始。
- 1981年（昭和56年）土地区画整理事業完成。町区域が変更される。（中和田橋付近が子安町から北野町に変更など）
- 1982年 （昭和57年）3月1日 - 一部が大和田町1丁目（35番地）に編入。
- 1985年（昭和60年）八王子バイパス完成。
- 2004年 （平成16年）8月14日 - 一部が子安町2丁目（32番地）に編入。

## 世帯数と人口
2017年（平成29年）12月31日現在の世帯数と人口は以下の通りである。
| 町丁   | 世帯数    | 人口    |
| ------ | --------- | ------- |
| 北野町 | 4,213世帯 | 7,647人 |

## 小・中学校の学区
市立小・中学校に通う場合、学区は以下の通りとなる。
| 番地                    | 小学校                                                  | 中学校                                                  | 通学許可校                                                              |
| ----------------------- | ------------------------------------------------------- | ------------------------------------------------------- | ----------------------------------------------------------------------- |
| 1〜211番地 363〜367番地 | 旧八王子市立第六小学校⇨八王子市立いずみの森義務教育学校 | 旧八王子市立第三中学校⇨八王子市立いずみの森義務教育学校 | 八王子市立由井第一小学校 八王子市立打越中学校                           |
| 500〜509番地            | 旧八王子市立第六小学校⇨八王子市立いずみの森義務教育学校 | 旧八王子市立第三中学校⇨八王子市立いずみの森義務教育学校 | 八王子市立第四小学校 八王子市立第五中学校（第四小卒業の場合は入学可能） |
| 513番地11〜13           | 八王子市立由井第一小学校                                | 八王子市立打越中学校                                    | 八王子市立第四小学校 八王子市立第六小学校 八王子市立第三中学校          |
| 1652〜1654番地          | 八王子市立由井第一小学校                                | 八王子市立打越中学校                                    | 八王子市立長沼小学校                                                    |
| その他                  | 八王子市立由井第一小学校                                | 八王子市立打越中学校                                    |                                                                         |

## 交通

### 鉄道
京王電鉄京王線北野駅が最寄り駅である。北部は八王子駅を利用するのが通常。
他に駅は無いがJR中央線、横浜線、八高線が通っている。

### 道路・橋梁
- 国道16号
- 八王子バイパス
- 東京都道174号長沼北野線
- 東京都道160号下柚木八王子線（野猿街道）
- 上河原橋（山田川）
- 中田橋（山田川）
- 石田橋（山田川）
- 下和田橋（山田川）
- 中和田橋（山田川）
- 北野橋（横浜線・京王線）

## 都市計画
令和2年時点において都市計画道路3･3･2号線建設事業で住居等の移転が進んでいる。

## 施設

### 行政
- 国土交通省 関東地方整備局 相武国道事務所 八王子国道出張所
- 警視庁南大沢警察署北野駅前交番
- 八王子消防署北野出張所
- 八王子市北野児童館
- 市民センター 中央図書館北野分室
- 北野事務所
- 北野清掃工場
- 北野衛生処理センター
- 北野衛生事業所
- 北野下水処理場
- あったかホール
- 災害時給水ステーション 北野給水所

### 市場
- 八王子総合卸売センター
- 北野地方卸売市場
- 八王子魚市場地方卸売市場
- 八王子生花地方卸売市場

### 北野工業団地内
- 北野工業団地
  - 東京特殊車体
  - 日本水産（八王子総合工場）

- 八王子花卉
- 日本オイルターミナル八王子営業所
- アイ・ロジスティクスCVS関東事業所（ファミリーマート八王子総合センター）
- 多摩運送八王子営業所
- エネックス株式会社 自動車用燃料事業部 八王子営業所 LPG給油所
- 前田道路株式会社西東京合材工場

### 商業
- ルームズ大正堂八王子店（ケーズデンキ八王子店）
- コピオ北野　スーパーアルプス北野店 ダイソーコピオ北野店
- ネッツトヨタ多摩八王子北野店
- パチンコ・パチスロ店 SAP北野ANNEX, D’station八王子北野店
- ワークマン八王子北野店
- 関東三菱自動車販売 八王子北野店
- 全農パールライス 八王子工場
- 東日本銀行北野支店
- 株式会社ムラウチドットコム
- 三井住友銀行北野支店
- 三浦工業株式会社八王子営業所
- メディセオ八王子支店
- ヤマト運輸北野センター
- 日昭株式会社西東京支店
- 西武信用金庫北野支店
- ミスタータイヤマン北野店 ブリヂストンタイヤ取扱店
- 八南交通タクシー
- クリエイトSDホールディングス八王子北野町店
- 泉州電業 東京西営業所
- コナミスポーツ 八王子

### かつて存在した施設
- 東京トヨペット八王子北野店
- 屠畜場 バス停留所六万坊付近

### ファストフード
- ドトールコーヒーショップ北野駅前店
- 松屋フーズ北野店
- 吉野家 国道16号八王子北野店
- コピオ北野　マクドナルド北野店
- 銀のさら 八王子店

### コンビニエンスストア
- ローソン八王子卸売市場前店
- ファミリーマート八王子北野町店
- ファミリーマート北野駅北口店
- ファミリーマート北野駅前通り店

### 公園
- 上野原公園
- 和田公園
- 北野天満社公園
- 岸田公園
- 北野公園

### 研究所および教習所
- 株式会社成和ネクタイ研究所
- 八王子中央自動車学校

### 給油所
- apollostationセルフ八王子北野サービスステーション
- ENEOS八王子バイパスサービスステーション